# Geeste (gmina)
Geeste – gmina samodzielna (niem. Einheitsgemeinde) w Niemczech, w kraju związkowym Dolna Saksonia, w powiecie Emsland.

## Geografia
Gmina Geeste położona jest między rzeką Ems, a Kanałem Dortmund-Ems, na południe od miasta Meppen.

## Dzielnice
| 1. Bramhar 2. Dalum 3. Geeste 4. Groß Hesepe 5. Klein Hesepe 6. Osterbrock 7. Varloh |